# Kordun

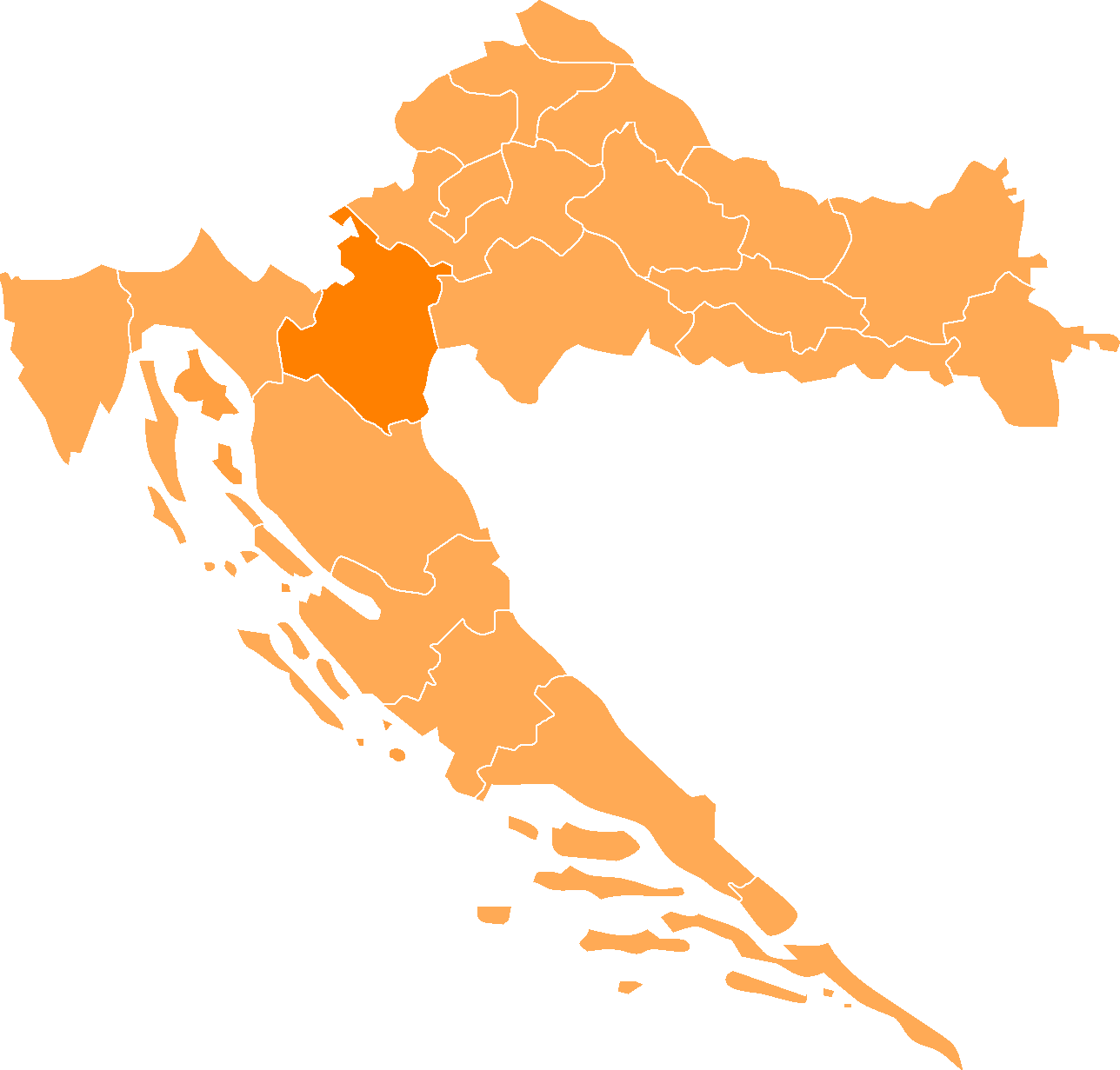
La plus grosse partie de la région de Kordun se situe dans le comitat de Karlovac.

La région de Kordun, est une région centrale de la Croatie au pied de la chaîne de montagne du Petrova Gora.
La région possède une frontière avec la Bosnie-Herzégovine délimité par la rivière Korana. Par le passé, cette région, possession de l'Empire des Habsbourg, faisait face à l'Empire ottoman.
La ville de Slunj est la ville centre de cette région.